# Monoceros R2
Monoceros R2 – obszar H II znajdujący się w odległości około 2400 lat świetlnych od Ziemi w gwiazdozbiorze Jednorożca. Obszar ten jest częścią olbrzymiego obłoku molekularnego w Jednorożcu.
Monoceros R2 zawiera asocjację gwiazdową zawierającą młode gwiazdy rozświetlające mgławice refleksyjne i emisyjne. Asocjacja gwiazd typu B powstała około 6 do 10 milionów lat temu na krawędzi obłoku molekularnego nazwanego również Monoceros R2. Rdzeń tego obłoku zawiera kilka źródeł fal radiowych, które jak się szacuje zawierają wodę, formaldehyd i grupy wodorotlenowe.